# 林正高
林 正高（はやし まさたか、1935年 - 2016年9月10日）は、日本の医師。専門は、日本住血吸虫症の研究。

## 略歴
旧満洲（現在の中国東北部）大連市出身。長野県岡谷市育ち。兄は農学者の林尚孝。長野県諏訪清陵高等学校を経て、1962年信州大学医学部卒業。1987年甲府市立甲府病院神経内科部長。医師として臨床に携わる傍ら、日本住血吸虫症が流行するフィリピンを45回、中華人民共和国を6回訪れ、現地医療に尽力。個人でボランティア団体「地方病に挑む会」を1987年12月に創設し、発起人の1人である大岡昇平とともに「700円募金」（1口700円の意味であり、1人当たりの薬代が日本円に換算して約700円）を募り、15年間で約8919万円の募金を集めて現地の患者に治療薬プラジカンテルを届けるNGO活動を行った。募金のお金は全額薬に宛て、必要経費や自身の渡航費・事務費・交信費・会議費などは一切募金から使わず、自腹で活動した。フィリピン国内の日本住血吸虫症有病地における罹患率は、1981年の10.4%から1995年には約5%と半減させることに成功した。

## 著書
- 『寄生虫との百年戦争 日本住血吸虫症・撲滅への道』 毎日新聞出版 2000年
- 『日本住血吸虫症 - 特に脳症型・肝脾腫型を中心に』 三恵社 2015年

## 受賞歴
- 第17回ノバルティス地域医療賞 2009年[2]